# Витгенштейн, Людвиг
Лю́двиг Йо́зеф Иога́нн Витгенште́йн (нем. Ludwig Josef Johann Wittgenstein (немецкий: [ˈluːtvɪç ˈjoːzɛf 'joːhan ˈvɪtɡn̩ʃtaɪn]); 26 апреля 1889, Вена, Австро-Венгрия — 29 апреля 1951, Кембридж, Великобритания) — австрийско-британский философ, работавший в основном в области логики, философии математики, философии разума и философии языка. Считается одним из величайших философов XX века.
С 1929 по 1947 год Витгенштейн преподавал в Кембриджском университете.
По словам друга и литературного душеприказчика Георга Хенрика фон Вригта, он считал, что:

Его идеи, как правило, неправильно понимались и искажались даже теми, кто называл себя его учениками. Он сомневался, что в будущем его лучше поймут. Однажды он сказал, что ему казалось, что он пишет для людей, которые будут думать иначе, дышать другим воздухом жизни, чем современные люди.

## Биография
Родился 26 апреля 1889 года в Вене в семье сталелитейного магната еврейского происхождения Карла Витгенштейна (нем. Karl Wittgenstein; 1847—1913) и Леопольдины Витгенштейн (урождённой Кальмус, 1850—1926), был самым младшим из восьми детей. Родители его отца, Герман Христиан Витгенштейн (1802—1878) и Фанни Фигдор (1814—1890), родились в еврейских семьях соответственно из Корбаха и Киттзе, но приняли протестантство после переезда из Саксонии в Вену в 1850-х годах, успешно ассимилировавшись в венские протестантские профессиональные слои общества. Мать по мужской линии происходила из известного пражского еврейского семейства Кальмус, — была пианисткой; её отец перед женитьбой принял католичество. Бабушка по материнской линии была католичкой австрийско-словенского происхождения, приходилась тётей нобелевскому лауреату по экономике Фридриху фон Хайеку. Среди его братьев ― пианист Пауль Витгенштейн.
К концу XIX века Витгенштейны были одной из самых богатых семей Австрии. Особняк Витгенштейнов был одним из центров культурной жизни Вены: его посещали, например, Густав Малер, Иоганнес Брамс и Густав Климт, в 1905 году написавший портрет сестры Людвига, Маргариты. В доме находилось семь роялей, и все дети в семье занимались музыкой. Сам Людвиг обладал абсолютным музыкальным слухом и в подростковом возрасте собирался стать дирижёром. Ещё подростком он начал интересоваться философией, по совету сестры прочитав работы Аврелия Августина, Бенедикта Спинозы, Георга Кристофа Лихтенберга, Артура Шопенгауэра, Сёрена Кьеркегора. Несмотря на то, что дом Витгенштейнов был наполнен искусством, обстановка в семье была тяжёлой: отец семейства, Карл Витгенштейн, обладал жёстким авторитарным характером и хотел превратить своих сыновей в капитанов промышленности; их не отправляли в школу, чтобы они не приобрели вредных привычек, и обучали дома, чтобы подготовить их к работе в промышленной империи Карла. Трое из пяти братьев позже покончили с собой, и самого Людвига мысли о самоубийстве преследовали практически всю жизнь.
Существует версия, изложенная в книге австралийца Кимберли Корниша «Еврей из Линца» (англ. The Jew of Linz), согласно которой Витгенштейн учился в одной школе и даже в одном классе с Адольфом Гитлером. Это могло быть в 1903 году, когда оба посещали второй класс K.k. Staats-Realschule.
В 14 лет Витгенштейн покинул родительский дом, чтобы получить образование. Закончив реальное училище в Линце, с 1906 по 1908 год он учился в Высшей Технической школе в Берлине, а с 1908 года продолжил учёбу в Манчестере. Начав изучать инженерное дело, он познакомился с работами Готлоба Фреге, которые повернули его интерес от конструирования летательных аппаратов (занимался конструированием авиационного пропеллера) к проблеме философских оснований математики. По совету Фреге, в 1911 году Витгенштейн отправился в Кембридж, где стал учеником Бертрана Рассела. Со временем их отношения переросли в дружеские и сотруднические. Рассел признавал влияние Витгенштейна на собственные идеи и разработки. Об ученике он писал: «Его интерес к философии более страстный, чем у меня; по сравнению с лавиной его мыслей мои — какие-то жалкие снежки».
В 1913 году вернулся в Австрию. В этом же году умер его отец, и, получив наследство, Витгенштейн стал одним из самых богатых людей Европы. Он анонимно пожертвовал крупные суммы австрийским архитекторам, художникам и писателям, в числе которых были Райнер Мария Рильке, Оскар Кокошка, Георг Тракль и Адольф Лоос.
В 1914 году, после начала Первой мировой войны, несмотря на освобождение по состоянию здоровья, он добровольцем отправился на фронт в действующую армию (в своём дневнике он писал: «Близость смерти наполнит мою жизнь светом», а позже одному из друзей он объяснил своё стремление попасть на фронт желанием самоубийства). В марте 1916 года он был направлен в боевую часть на передовой линии русского фронта в составе 7-й австрийской армии, где его подразделение участвовало в самых тяжёлых боях, защищаясь от наступления Брусилова. На протяжении всей войны Витгенштейн поддерживал переписку с Бертраном Расселом; то есть, будучи офицером австро-венгерской армии, переписывался с подданным враждебного государства: работа над решением логических проблем была для него куда важнее политики или патриотизма. За время боевых действий и пребывания в лагере для военнопленных Витгенштейн практически полностью написал «Логико-философский трактат», впоследствии ставший одним из самых значительных произведений для философии XX века. Ненадолго вернувшись с фронта летом 1918 года, Витгенштейн предпринял попытку опубликовать «Трактат», но издательство отказалось печатать книгу. Он вернулся на итальянский фронт, где в ноябре 1918 года попал в плен.
Вернувшись в Австрию в 1919 году, Витгенштейн отказался от своей доли наследства в пользу братьев и сестёр, так как счёл деньги помехой для философской деятельности. В этом же году он встретился с Расселом, чтобы обсудить рукопись «Трактата». Эта встреча стала для него разочарованием: Витгенштейн пришёл к выводу, что Рассел работу не понял. Чтобы помочь с изданием «Трактата», Рассел согласился написать к нему предисловие, однако Витгенштейну предисловие не понравилось. «Трактат» был опубликован в 1921 году на немецком языке, и в 1922 году — на английском. Его появление произвело сильнейшее впечатление на философский мир Европы и вызвало многочисленные дискуссии, однако, сам Витгенштейн не был заинтересован в дальнейшем обсуждении своей работы, так как полагал, что в «Трактате» уже предоставлено решение всех философских проблем.
Он отошёл от философской деятельности почти на десять лет. С 1920 по 1926 год он работал учителем в сельской начальной школе, после — садовником при монастыре, а также архитектором — по заказу своей сестры он спроектировал и построил дом в Вене. Увлекался фотографией.
В конце 1920-х годов Витгенштейн вернулся к занятиям философией и переехал в Кембридж. «Ну что ж, Бог приехал, я встретил его в 5:15 на вокзале», — писал Кейнс. Несмотря на известность, Витгенштейн не мог стать преподавателем в Кембридже, — он не имел учёной степени, и Рассел предложил ему подать «Трактат» в качестве диссертации. Работа была рассмотрена в 1929 году Расселом и Муром: защита диссертации больше напоминала разговор старых друзей, а в конце Витгенштейн похлопал двух экспертов по плечу и сказал: «Не волнуйтесь, я знаю, что вы никогда этого не поймёте». В отчёте эксперта Мур написал: «Я считаю, что это работа гения; но, даже если я полностью ошибаюсь, и это совсем не так, эта работа намного выше стандарта, необходимого для получения степени доктора философии». Витгенштейн был назначен лектором и стал членом Тринити-колледжа. С 1929 года он жил в Великобритании, а с 1939 по 1947 год работал в Кембридже в должности профессора философии. В 1935 году посетил СССР.
Постепенно Витгенштейн одна за одной отказывался от идей «Логико-философского трактата». Примерно с 1936 года началась работа над текстом «Философских исследований» (1953). Витгенштейн не успел завершить книгу, и она была издана посмертно его учениками. Философию Витгенштейна делят на «раннюю», представленную «Трактатом», и «позднюю», изложенную в «Философских исследованиях», а также в «Голубой» и «Коричневой книгах» (публикация — в 1958 году).
Во время Второй мировой войны Витгенштейн прервал преподавательскую деятельность в Кембридже, чтобы работать санитаром в лондонской больнице.

Умер в Кембридже 29 апреля 1951 года от рака простаты. Похоронен по католическому обряду на местном кладбище у часовни Святого Эгидия.

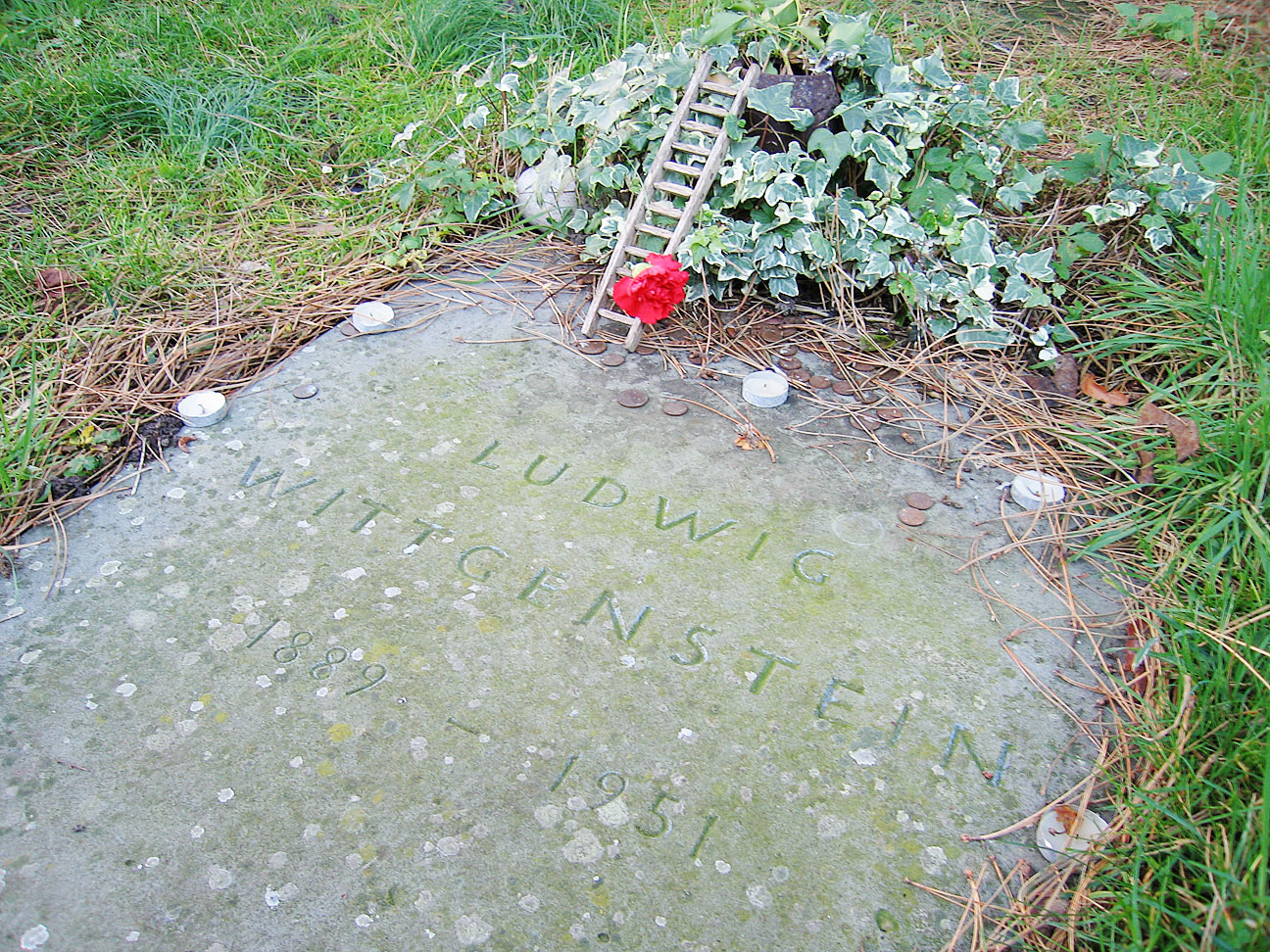
Могила

Витгенштейн был гомосексуалом, ведутся лишь споры о том, насколько, а также о мере его асексуальности.

## Философия
Философию Витгенштейна часто делят на ранний период, примером которого является «Трактат», и более поздний период, изложенный в «Философских исследованиях». «Ранний Витгенштейн» интересовался логическими отношениями между пропозициями и миром и считал, что, изложив логику, лежащую в основе этих отношений, он решил все философские проблемы. Однако «поздний Витгенштейн» отверг многие предположения «Трактата», утверждая, что значение слов лучше всего понимается как их использование в определённой языковой игре.

### Логико-философский трактат (1921)

#### Оказавшие влияние
В предисловии к «Логико-философскому трактату» Витгенштейн упоминает только два имени — Готлоб Фреге и Бертран Рассел:

Я не привожу никаких источников, поскольку мне совершенно безразлично, приходило ли на ум другим то, о чём думал я. Хочу упомянуть лишь выдающиеся труды Фреге и работы моего друга сэра Бертрана Рассела, которые послужили источником для большей части моей книги.

Основные работы, идеи которых Витгенштейн развивает в «Трактате», — это «Исчисление понятий, или подражающий арифметике формальный язык чистого мышления» (1879) Фреге и «Principia Mathematica» (1911—1913) Рассела и Альфреда Уайтхеда. Также в тексте «Трактата» Витгенштейн упоминает «Основные законы арифметики» (1893, 1903) Фреге.

#### Структура и содержание
Структурно «Логико-философский трактат» представляет собой семь афоризмов, сопровождаемых разветвлённой системой поясняющих предложений. Работа почти не содержит аргументов; скорее, она состоит из декларативных утверждений или отрывков, которые должны быть самоочевидными. Все утверждения иерархически пронумерованы. Всего «Трактат» содержит 526 утверждений.
Главные семь положений «Трактата» таковы:
1. Мир есть всё то, что имеет место.
2. То, что имеет место, что является фактом, — это существование атомарных фактов.
3. Логический образ фактов есть мысль.
4. Мысль есть осмысленное предложение.
5. Предложение есть функция истинности элементарных предложений. (Элементарное предложение — функция истинности самого себя.)
6. Общая форма функции истинности есть [p, x, N(x)]. Это есть общая форма предложения.
7. О чём невозможно говорить, о том следует молчать.

Трактат предлагает метод решения основных философских проблем через призму отношения языка и мира. Язык и мир — центральные понятия всей философии Витгенштейна. В «Трактате» они предстают как «зеркальная» пара: язык отражает мир, потому что логическая структура языка идентична онтологической структуре мира. Мир состоит из фактов, а не из объектов, как полагается в большинстве философских систем. Мир представляет весь набор существующих фактов. Факты могут быть простыми и сложными. Объекты суть то, что, вступая во взаимодействие, образует факты. Объекты обладают логической формой — набором свойств, которые позволяют им вступать в те или иные отношения. В языке простые факты описываются простыми предложениями. Они, а не имена, являются простейшими языковыми единицами. Сложным фактам соответствуют сложные предложения. Весь язык — это полное описание всего, что есть в мире, то есть всех фактов. Язык допускает также описание возможных фактов. Так представленный язык целиком подчиняется законам логики и поддаётся формализации. Все предложения, нарушающие законы логики или не относящиеся к наблюдаемым фактам, полагаются Витгенштейном бессмысленными. Так, бессмысленными оказываются предложения этики, эстетики и метафизики. Витгенштейн отнюдь не намеревался тем самым лишить значимости области, которые его самого волновали чрезвычайно, но только утверждал бесполезность в них языка.

#### Интерпретации
Трактат привлёк внимание философов Венского кружка (1921—1933), в особенности Рудольфа Карнапа и Морица Шлика. Группа провела много месяцев, работая над текстом вслух, строка за строкой. Хотя философы Венского кружка высоко оценили «Трактат», они утверждали, что последние несколько отрывков, включая завершающее, седьмое положение, запутаны. В их интерпретации «бессмысленное» стало тождественным «подлежащему элиминации». Основной ценностью «Трактата» философы Венского кружка считали то, что было сделано Витгенштейном в области логики.
Существует и другое прочтение «Трактата», предложенное в 2000 году в книге «The New Wittgenstein»[прояснить].

### Философские исследования (1953)
Текст философских исследований не имеет определённой структуры; он состоит из коротких пронумерованных заметок. Как пишет сам Витгенштейн в предисловии, «иногда они образуют относительно длинные цепи рассуждений об одном и том же предмете, иногда же их содержание быстро меняется, перескакивая от одной области к другой».
В «Философских исследованиях» Витгенштейн обсуждает многочисленные проблемы и загадки в области семантики, логики, философии математики, философии психологии, философии действия и философии сознания, высказывая мнение, что в основе большинства философских проблем лежат концептуальные путаницы, связанные с использованием языка. В отличие от «Логико-философского трактата», в «Философских исследованиях» язык понимается как подвижная система контекстов, «языковых игр». Значение знака не статично, и смысл ему придаёт языковая игра — практическая ситуация, в которой знак употребляется:

Вот, например, человек испытывает страшную боль, скажем, когда что-то в очередной раз происходит в организме, и кричит: «Прочь, прочь!», хотя нет ничего, что он хотел бы от себя отогнать; можно ли тогда сказать: «Эти слова употребляются неправильно»? Никто бы такого не сказал. Аналогично если, например, человек сделает «защитный» жест или даже упадёт на колени и сложит руки на груди, то можно было бы резонно утверждать, что это неправильные жесты. Он просто так действует в такой ситуации. Здесь не может быть что-то «правильно» или «неправильно».

Новая философия Витгенштейна представляет собой скорее набор методов и практик, чем теорию. Он сам полагал, что только так и может выглядеть дисциплина, постоянно вынужденная приспосабливаться к своему меняющемуся предмету.
Взгляды позднего Витгенштейна нашли сторонников прежде всего в Оксфорде и Кембридже, дав начало лингвистической философии.

### Другие работы
Помимо «Философских исследований», основные работы «позднего» Витгенштейна — это «Голубая» и «Коричневая» книги» (1958), «Замечания по основаниям математики» (1956), «О достоверности» (1969), «Культура и ценность» (1980). Все эти произведения были изданы посмертно и, в отличие от текста «Философских исследований», их текст уже не был подготовлен к печати самим автором: они были составлены учениками и последователями Витгенштейна из его неизданных заметок и фрагментов его лекций в Кембридже

## Влияние
Значение идей Витгенштейна огромно, однако их интерпретация, как показали несколько десятилетий активной работы в этом направлении, представляет большую трудность. Это в равной мере относится и к его «ранней», и к «поздней» философии. Мнения и оценки значительно расходятся, косвенно подтверждая масштабность и глубину творчества Витгенштейна.
В философии Витгенштейна были поставлены и разработаны вопросы и темы, во многом определившие характер новейшей англо-американской аналитической философии. Известны попытки сближения его идей с феноменологией и герменевтикой, а также с религиозной философией (в частности, восточной). В последние годы на Западе опубликованы многие тексты из его обширного рукописного наследия. Ежегодно в Австрии (в городке Кирхберг-на-Векселе) проводятся Витгенштейновские симпозиумы, собирающие философов и учёных со всего мира.

### Книги
- Витгенштейн Л. Логико-философский трактат / Пер. с нем. Добронравова и Лахути Д.; Общ. ред. и предисл. Асмуса В. Ф. — М.: Наука, 1958 (2009). — 133 с.
- Витгенштейн Л. Философские работы / Пер. с нем. М. С. Козловой и Ю. А. Асеева. Ч. I. — М.: Гнозис, 1994. — ISBN 5-7333-0468-5.
- Витгенштейн Л. Философские работы. Ч. II. Замечания по основаниям математики. — М.: 1994.
- Витгенштейн Л. Дневники, 1914—1916: С прил. Заметок по логике (1913) и Заметок, продиктованных Муру (1914) / Пер., вступ. ст., коммент. и послесл. В. А. Суровцева. — Томск: Водолей, 1998. — ISBN 5-7137-0092-5.
  - Др. изд.: Витгенштейн Л. Дневники 1914—1916 (Под общей редакцией В. А. Суровцева). — М.: Канон+РООИ «Реабилитация», 2009. — 400 с. — ISBN 978-5-88373-124-1.
- Витгенштейн Л. Голубая книга / Пер. с англ. В. П. Руднева. — М.: Дом интеллектуальной книги, 1999. — 127 с. — ISBN 5-7333-0232-1.
- Витгенштейн Л. Коричневая книга / Пер. с англ. В. П. Руднева. — М.: Дом интеллектуальной книги, 1999. — 160 с. — ISBN 5-7333-0212-7.
  - Др. изд.: Витгенштейн Л. Голубая и Коричневая книги: предварительные материалы к «Философским исследованиям» / Пер. с англ. В. А. Суровцева, В. В. Иткина. — Новосибирск: Сибирское университетское изд-во, 2008. — 256 с. — ISBN 978-5-379-00465-1.
- Витгенштейн Л. Лекции и беседы об эстетике, психологии и религии / Пер. с англ. В. П. Руднева. — М.: Дом интеллектуальной книги, 1999. — ISBN 5-7333-0213-5.
- Витгенштейн Л. Заметки по философии психологии. — М.: 2001.
- Витгенштейн Л. Избранные Работы. М., Территория будущего, 2005.
- Витгенштейн Л. Культура и ценность. О достоверности. — М.: АСТ, Астрель, Мидгард, 2010. — 256 с. — ISBN 978-5-17-066303-3, ISBN 978-5-271-28788-6.

### Статьи и журнальные публикации
- Витгенштейн Л. «О достоверности» [фрагменты] / Пред. А. Ф. Грязнова // Вопросы философии. — 1984. — № 8. — С. 142—149.
- Витгенштейн Л. Философские исследования // Новое в зарубежной лингвистике. Вып. XVI. — М., 1985. — С. 79—128.
- Витгенштейн Л. Лекция об этике // Историко-философский ежегодник. — М., 1989. — С. 238—245.
- Витгенштейн Л. Лекция об этике // Даугава. — 1989. — № 2.
- Витгенштейн Л. Заметки о «Золотой ветви» Фрэзера / Перевод З. А. Сокулер // Историко-философский ежегодник. — М: 1990. — С. 251—263.
- Витгенштейн Л. Дневники. 1914—1916 (сокращённый перевод) // Современная аналитическая философия. Вып. З. — М., 1991. — С. 167—178.
- Витгенштейн Л. «Голубая книга» и «Коричневая книга» (сокращённый перевод) // Современная аналитическая философия. Вып. 3. — М., 1991. — С. 179—190.
- Витгенштейн Л. О достоверности // Вопросы философии. — 1991. — № 2. — С. 67—120.
- Витгенштейн Л. Культура и ценности // Даугава. — 1992. — № 2.
- Витгенштейн Л. Заметки о философии психологии / Пер. В. Калиниченко // Логос. — 1995. — № 6. — С. 217—230.
- Витгенштейн Л. Из «Тетрадей 1914—1916» / Пер. В. Руднева // Логос. — 1995. — № 6. — С. 194—209.
- Витгенштейн Л. Несколько заметок о логической форме / Перевод и примечания Ю. Артамоновой // Логос. — 1995. — № 6. — С. 210—216.
- Витгенштейн Л. Лекции о религиозной вере / Предисл. к публ. З. А. Сокулер // Вопросы философии. — 1998. — № 5. — С. 120—134.
- Витгенштейн Л. Логико-философский трактат / Перевод и параллельный философско-семиотический комментарий В. П. Руднева // Логос. — 1999. — № 1, 3, 8. — С. 99—130; 3 °C.[прояснить] 147—173; 8 °C.[прояснить] 68—87. — часть 1, часть 2, часть 3.
- Витгенштейн Л. Тайные дневники 1914—1916 гг. (PDF) / Предисловие и перевод В. А. Суровцева и И. А. Эннс // Логос. — 2004. — № 3—4 (43). — С. 279—322.

### Книги
- Анашвили В. В. Zettel // Предисл. и пер. с нем. В. Анашвили. М.: Ad Marginem, 2020. — 240 с.
- Баллаева Е. А. Витгенштейнова концепция мира как «микрокосма»: О мировоззренческих идеях «Логико-философского трактата» // Человек. Общество. Познание. — М., 1981.
- Беляев Е. И. Людвиг Витгенштейн. Обновление философии. — Саратов: Научная книга, 2007. — 167 с.
- Бибихин В. В. Витгенштейн: смена аспекта. — М.: Институт философии, теологии и истории св. Фомы Аквинского, 2005. — 576 с. ISBN 5-94242-011-4
- Вригт Г. Х. фон. Людвиг Витгенштейн: Человек и мыслитель. — М.: 1993. текст (недоступная ссылка) (PDF)
- Галинская И. Л. Эстетика Л. Витгенштейна и искусство модернизма // Современная аналитическая философия. Выпуск 2. — М.: ИНИОН, 1989. — С. 109—133.
- Григорян Г. П. Витгенштейн и Стросон о проблеме чужих сознаний // Историко-философский ежегодник / Отв. ред. Н. В. Мотрошилова. — М., 1986. — С. 191—207.
- Грязнов А. Ф. Эволюция философских взглядов Л. Витгенштейна: Критический анализ. — М., 1985. — 172 с. — (История философии).
- Грязнов А. Ф. Язык и деятельность: критический анализ витгенштейнианства / Предисл А. Ф. Зотова. — Изд. 2-е, доп. — М.: Либроком, 2009. — 152 с. — (История лингвофилософской мысли). — ISBN 978-5-397-00775-7.
- Монк Р.[англ.] Людвиг Витгенштейн. Долг гения / Перевод с англ. А. Васильевой. — М.: Издательский дом «Дело» РАНХиГС, 2018. — 624 с. ISBN 978-5-7749-1315-2
- Руднев, В. П. [yanko.lib.ru/books/cultur/rudnev-bozh_ludvig.htm Божественный Людвиг. Витгенштейн: Формы жизни.] — М.: Прагматика культуры, 2002. — 256 c. ISBN 5-7333-0242-9
- Сокулер, З. А. Людвиг Витгенштейн и его место в философии XX в. — Долгопрудный, 1994.
- Хареньо Аларкон Х. Религия и релятивизм во взглядах Людвига Витгенштейна / Пер. с исп. Ю. В. Василенко. Екатеринбург: УрО РАН, 2011. — 278 с. — ISBN 5-7691-2202-6 (ошибоч.).
- Хинтикка Я. О Витгенштейне / Хинтикка Яаакко. Из «лекций» и «заметок» / Людвиг Витгенштейн / Сост. и ред. В. А. Суровцева. — М.: Канон+, 2013. — 272 с.
- Эдмондс Д., Айдиноу Дж. Кочерга Витгенштейна. История десятиминутного спора между двумя великими философами / Пер. с англ. Е. Канищевой. — М.: Новое литературное обозрение, 2004. — 352 с — (Библиотека журнала «Неприкосновенный Запас»). ISBN 5-86793-332-6
- McGuinness, Brian. Wittgenstein: A Life: Young Ludwig 1889–1921. — University of California Press, 1988. — ISBN 9780520064966. pp. 51ff
- Monk, Ray. How to Read Wittgenstein. — W.W. Norton & Company, 2005. — ISBN 9781862077249.
- Stern, David and Szabados, Béla, (eds.), Wittgenstein Reads Weininger, Cambridge University Press, 2004, 206pp

### Статьи
- Аксенова А. А. Понятие объекта у Фреге, Гуссерля и Витгенштейна // Людвиг Витгенштейн: pro et contra. — Издательство: РХГА, 2017. С. 817—823.
- Козлова М. С. Концепция философии в трудах позднего Витгенштейна // Природа философского знания. — М., 1975. — С. 218—263.
- Цыркун Н. А. Эстетические аспекты философии Л. Витгенштейна // Вопросы философии. — 1981. — № 10. — С. 83—94.
- Кузнецов В. Г. Проблема понимания языковых выражений в логико-семантической концепции Л. Витгенштейна // Вопросы философии. — 1985. — № 9. — С. 137—146.
- Сокулер 3. А. Проблема «следования правилу» в творчестве Л. Витгенштейна и её интерпретации // Современная аналитическая философия / ИНИОН РАН — М., 1988. — Вып. 1. — С. 127—155.
- Козлова М. С. Размышления о феноменах сознания в работах позднего Витгенштейна // Проблема сознания в современной западной философии. — М., 1989. — С. 190—212.
- Рорти Р. Витгенштейн, Хайдеггер и гипостазирование языка. Пер. И. В. Борисовой // Философия Мартина Хайдеггера и современность. — М., 1991. — С.121-133.
- Руднев В. Витгенштейн: — вскользь, по касательной // Художественный журнал. — 1995. — № 8.
- Гарвер, Ньютон. Витгенштейн и критическая традиция / Перевод А. Ф. Грязнова // Логос. — 1995. — № 6. — С. 231—247.
- Уиздом Дж. Витгенштейн об «индивидуальном языке» / Предисловие и перевод В. Руднева // Логос. — 1995. — № 6. — С. 260—271.
- Руднев В. О недостоверности: Против Витгенштейна // Логос. — 1997. — № 9. — С. 117—129.
- Руднев В. Божественный Людвиг (Жизнь Витгенштейна) // Логос. — 1999. — № 1. — С. 84—98.
- Руднев В. Предисловие к публикации «Логико-философского трактата» // Логос, Логос # 1 1999 (11), С. 99-100.
- Друри, Морис О’Кон. Беседы с Витгенштейном / Перевод В. Руднева // Логос. — 1999. — № 1. — С. 131—150.
- Крипке С. А. Витгенштейн о правилах и индивидуальном языке / Перевод В. Руднева // Логос. — 1999. — № 1. — С. 151—185.
- Козлова М. С. Витгенштейн: новый образ философии // Вопросы философии. — 2001. — № 7. — С. 25—32.
- Вригт Г. Х., фон. Витгенштейн и двадцатый век // Вопросы философии. — 2001. — № 7. — С. 33—46.
- Блур Д. Витгенштейн как консервативный мыслитель / Перевод А. Веретенникова // Логос. — 2002. — № 5—6 (35). — С. 47—64.
- Муфф Ш. Витгенштейн, политическая теория и демократия / Перевод Артёма Смирнова // Логос. — 2003. — № 4—5 (39). — С. 153—165.
- А. Ф. Грязнов. Витгенштейн // Новая философская энциклопедия : в 4 т. / пред. науч.-ред. совета В. С. Стёпин. — 2-е изд., испр. и доп. — М. : Мысль, 2010. — 2816 с.
- Thurman R. A. F. Philosophical Nonegocentrism in Wittgenstein and Candrakīrti in Their Treatment of the Private Language Problem // Philosophy East and West, Vol. 30, No. 3 (Jul., 1980), pp. 321–337
- Stern, David (September 2010). The Bergen Electronic Edition of Wittgenstein's Nachlass. European Journal of Philosophy. 18 (3): 455–467. doi:10.1111/j.1468-0378.2010.00425.x. ISSN 1468-0378.